# Czeremcha
Czeremcha (belarussisch Чаромха Čaromcha) ist ein Dorf im Powiat Hajnowski der Woiwodschaft Podlachien in Polen. Es ist Sitz der gleichnamigen Landgemeinde.

## Geographie
Czeremcha liegt im Süden der Woiwodschaft Podlachien, etwa 30 Kilometer südwestlich der Kreisstadt Hajnówka. Wenige Kilometer südlich des Ortes befindet sich in Połowce ein Grenzübergang zur nahegelegenen belarussischen Grenze.

## Geschichte
Der Ort wurde erstmals 1533 in einer Urkunde von Sigismund I. erwähnt. Zunächst lautete der Ortsname Ożarowo, später wurde der Ort Czeremucha genannt, was sich dann zum heutigen Ortsnamen Czeremcha abwandelte. Von 1975 bis 1998 gehörte der Czeremcha zur Woiwodschaft Białystok, die infolge der Verwaltungsreform in der Woiwodschaft Podlachien aufging.

## Kirche

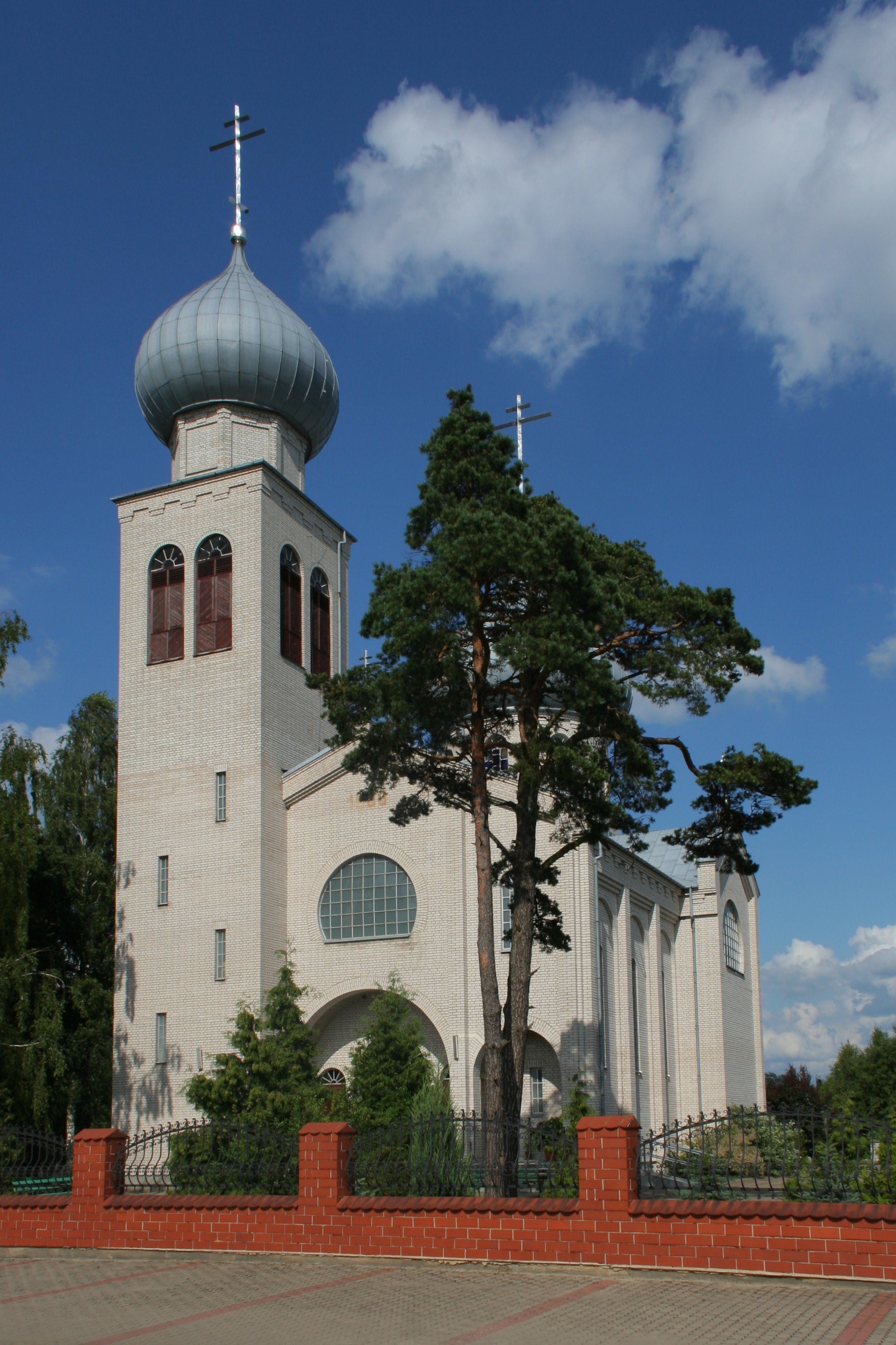
Orthodoxe Kirche

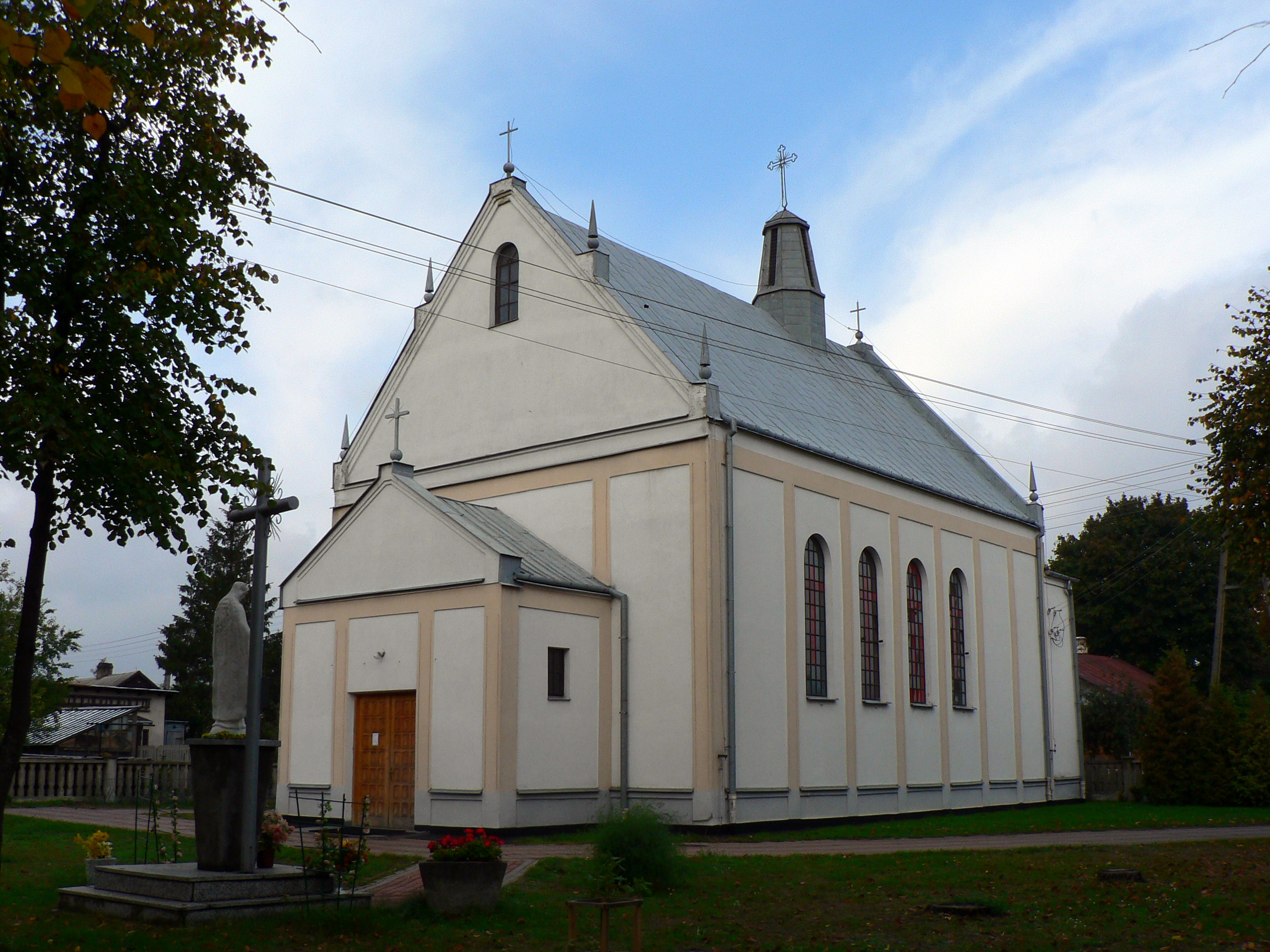
Römisch-katholische Kirche

In Czeremcha gibt es eine orthodoxe sowie eine römisch-katholische Kirchgemeinde. Seit seiner Entstehung gehörte der Ort sowohl zur römisch-katholischen als auch zur orthodoxen Kirchgemeinde in Kleszczele, bis jeweils eigene Gemeinden gegründet wurden.

### Orthodox
Zur orthodoxen Kirchgemeinde gehören eine Kirche und eine Friedhofskapelle. Die Kapelle ist mehrere hundert Jahre alt, der Bau der Kirche begann 1987, als beschlossen wurde, eine eigene orthodoxe Gemeinde zu begründen. Der Bau wurde 1991 fertiggestellt.

### Römisch-katholisch
1932 wurde eine hölzerne Kapelle in der Nähe des Bahnhofs errichtet, 1935 erfolgte die Gründung einer unabhängigen Kirchgemeinde in Czeremcha. Im Zweiten Weltkrieg wurde diese Kapelle von den Deutschen an Silvester 1942 völlig zerstört, weswegen die Gottesdienste bis 1946 in Privathäusern stattfanden. Am 23. September 1957 wurde eine Kirche fertiggestellt, die der heiligen Maria geweiht wurde.

## Gemeinde

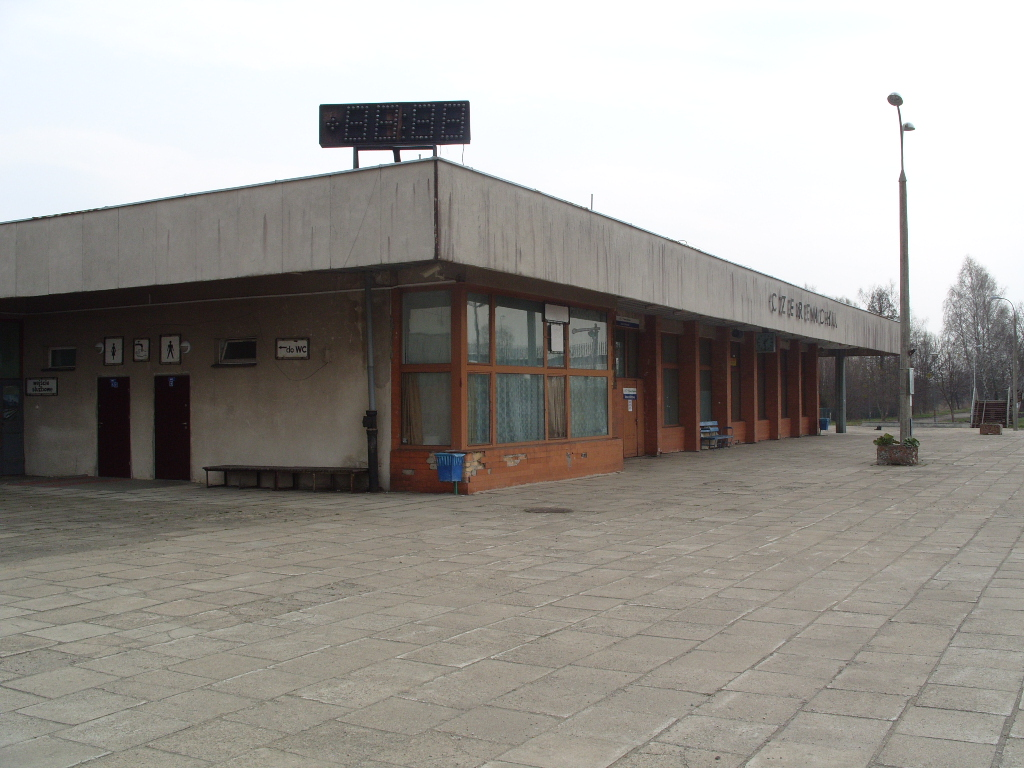
Bahnhof Czeremcha (2008)

Zur Landgemeinde (gmina wiejska) Czeremcha gehören weitere elf Ortschaften mit einem Schulzenamt.

## Verkehr
In Czeremcha enden zwei Bahnstrecken, die Linie 32 von Białystok über Bielsk Podlaski aus dem Norden und die Linie 43 in die nahegelegene belarussische Stadt Brest aus dem Süden. Zudem führt die Linie 31 von Siedlce nach Siemianówka durch Czeremcha. Ihre Bedeutung als Bahnknoten symbolisiert im Wappen der Gemeinde das Flügelrad der Eisenbahner.
Durch das Gemeindegebiet führt die Landesstraße DK 66, die Czeremcha mit Bielsk Podlaski und der belarussischen Grenze verbindet.